# Kiganjo
Kiganjo ist ein Ort in Kenia. Er liegt im Nyeri County, etwa zehn Kilometer östlich von Nyeri.
Kiganjo ist Standort des Kenya Police College, der Hauptausbildungsstätte der kenianischen Polizeikräfte. Diese Schule brachte mehrere bekannte Langstreckenläufer hervor, darunter Kipchoge Keino und Ben Jipcho. Ebenso befinden sich hier eine Molkerei der New Kenya Co-operative Creameries und ein Milchdepot der Brookside Milk Company. Kiganjo besitzt einen Bahnhof an der Strecke zwischen Nairobi und Nanyuki. 
Die Sagana Lodge ist eine staatliche Residenz. Der britische König Georg VI. hatte sie seiner Tochter Elisabeth II. als Hochzeitsgeschenk übergeben. 1952 erfuhr sie hier von seinem Tod und ihrer Thronbesteigung, nachdem sie die Nacht zuvor im nahe gelegenen Treetops Hotel verbracht hatte. 1963 schenkte sie die Lodge dem unabhängig gewordenen kenianischen Staat. Die Sagana Lodge wurde in der Folge kaum genutzt, bis Präsident Uhuru Kenyatta sie 2013 renovieren ließ, um sie künftig als Wochenend-Residenz zu nutzen.